# Mike Quade
Gregory Michael Quade (né le 12 mars 1957 à Evanston, Illinois, États-Unis) est l'ancien manager des Cubs de Chicago, une équipe de la Ligue majeure de baseball.

## Carrière
Instructeur au troisième but des Cubs de Chicago pendant près de quatre saisons, Mike Quade est nommé manager de l'équipe par intérim le 22 août 2010 lorsque Lou Piniella annonce subitement sa retraite du baseball. Quade dirige les Cubs pour la première fois le 23 août à Washington face aux Nationals et Chicago l'emporte 9-1 pour lui donner sa première victoire.
Manager pendant 17 saisons dans les ligues mineures, Quade faisait partie du personnel d'entraîneurs des Cubs depuis l'arrivée de Piniella en 2007. La direction de l'équipe annonce que sa candidature sera considérée lorsque Chicago se choisira un nouveau manager de manière plus officielle après la saison 2010. Quade prend les commandes des Cubs le 23 août dans le premier match d'une série de trois parties balayée par son équipe au détriment de leurs rivaux de Chicago, les White Sox. Les Cubs remportent 24 victoires contre 13 défaites en fin de saison, donnant à Quade un pourcentage de victoires de,649. Malgré tout, l'équipe termine en avant-dernière position dans le section Centrale.
Le 19 octobre 2010, les Cubs confirment qu'ils souhaitent garder Quade comme gérant et annoncent qu'ils en sont venus à une entente avec lui pour un contrat de deux ans. Avec 91 défaites en 2011, l'équipe termine cinquième sur six équipes dans la division Centrale de la Ligue nationale. Il est congédié le 2 novembre 2011.